# Кошава (Румунія)
Кошава (рум. Coșava) — село у повіті Тіміш в Румунії. Входить до складу комуни Куртя.
Село розташоване на відстані 335 км на північний захід від Бухареста, 84 км на схід від Тімішоари, 143 км на південний захід від Клуж-Напоки.

## Населення
За даними перепису населення 2002 року у селі проживала 451 особа.
Національний склад населення села:
| Національність | Кількість осіб | Відсоток |
| -------------- | -------------- | -------- |
| румуни         | 409            | 90,7%    |
| цигани         | 35             | 7,8%     |

Рідною мовою назвали:
| Мова      | Кількість осіб | Відсоток |
| --------- | -------------- | -------- |
| румунська | 440            | 97,6%    |
| циганська | 9              | 2,0%     |